# ريتشارد توماس (سياسي)
ريتشارد توماس (بالإنجليزية: Richard Thomas)‏ هو سياسي أمريكي، ولد في 30 ديسمبر 1744، وتوفي في 19 يناير 1832 في فيلادلفيا في الولايات المتحدة. انتخب عضو مجلس النواب الأمريكي.